# Кастьоне-Андевенно
Кастьоне-Андевенно (італ. Castione Andevenno) — муніципалітет в Італії, у регіоні Ломбардія, провінція Сондріо.
Кастьоне-Андевенно розташоване на відстані близько 530 км на північний захід від Рима, 95 км на північний схід від Мілана, 6 км на захід від Сондріо.
Населення — 1558 осіб (2014).

## Демографія
Населення за роками:

Станом на 1 січня 2023 року в муніципалітеті офіційно проживали 82 іноземці з 13 країн, серед них 22 громадяни країн Євросоюзу та 6 громадян України.

## Сусідні муніципалітети
- Альбозаджа
- Кайоло
- Посталезіо
- Сондріо
- Торре-ді-Санта-Марія